# Conochilus exiguus
Conochilus exiguus är en hjuldjursart som beskrevs av Elbert Halvor Ahlstrom 1938. Conochilus exiguus ingår i släktet Conochilus och familjen Conochilidae. Inga underarter finns listade i Catalogue of Life.